# Bassana
Bassana est un village du département et la commune rurale de Bana, situé dans la province des Balé et la région de la Boucle du Mouhoun au Burkina Faso.

## Démographie
| 2003 | 2006 | 2012 |
| ---- | ---- | ---- |
| 918  | 985  | -    |

## Santé et éducation
Le centre de soins le plus proche de Bassana est le centre de santé et de promotion sociale (CSPS) de Bana tandis que le centre médical avec antenne chirurgicale (CMA) de la province se trouve à Boromo.